# Parque nacional de la Waka
El Parque nacional de la Waka (en francés: Parc national de la Waka) es un espacio protegido con el estatus de parque nacional en la parte central del país africano de Gabón. Waka protege 1070 kilómetros cuadrados de selva tropical en el Macizo Chaillu. El parque fue creado el 4 de septiembre de 2002 y es administrado por la agencia nacional de parques nacionales (Agence nationale des Parcs nationaux)